# Bondstorps församling
Bondstorps församling var en församling i Östbo kontrakt, Växjö stift och Vaggeryds kommun. Församlingen uppgick 2010 i 
Byarum-Bondstorps församling. 
Församlingskyrka var Bondstorps kyrka.

## Administrativ historik
Församlingen har medeltida ursprung.
Församlingen utgjorde under medeltiden ett eget pastorat, för att därefter fram till 21 mars 1629 vara annexförsamling i pastoratet Tofteryd Byarum och Bondstorp. Från 30 oktober 1651 till 1711 åter eget pastorat för att från 1712 till 1 maj 1922 åyrt vara annexförsamling i pastoratet Tofteryd, Byarum och Bondstorp. Från 1922 annexförsamling i pastoratet Byarum och Bondstorp, som från 1981 också omfattade Svenarums församling.Församlingen uppgick 2010 i Byarum-Bondstorps församling.
Församlingskod var 066502.